# Joe Hedlund
Joe Hedlund, målare född 1936 i Gussarvshyttan, Stora Skedvi i Dalarna. Hedlund är utbildad på Valands konsthögskola på 1950-talet. Han har haft separatutställningar på bland annat Göteborgs konstmuseum och Statens Museum for Kunst i Köpenhamn. Hedlund är representerad vid bland annat Göteborgs konstmuseum och Dalarnas museum.
Mot slutet av 1950-talet slutade han med oljefärg, och gick över till akvarell. Han använder mycket torr färg, med lite vatten, som kan ge intryck av grafik, tryck eller freskmåleriet.